# Marguerite de Clèves
Marguerite de Clèves (v. 1375 – 14 mai 1411) est une noble allemande, l'un des 14 enfants d'Adolphe III de La Mark et de sa femme Marguerite de Juliers.
Le 2 avril 1394 à Heusden, elle devient la deuxième épouse d'Albert de Wittelsbach (1336-1404), co-duc de Bavière-Straubing, comte de Hollande, de Zélande et de Hainaut de 1389 à 1404, qui est veuf de Marguerite de Lignitz, mère de ses sept enfants. Ce deuxième mariage ne produit pas de descendance.
Marguerite survit sept ans à son mari et est probablement enterrée au monastère dominicain de La Haye, qu'elle a fondé avec son mari en 1403.
Un livre d'heures créé pour elle se trouve maintenant au Musée Calouste Gulbenkian de Lisbonne.